# Hotel Campanile w Krakowie
Hotel Campanile – trzygwiazdkowy hotel z częścią biurową, zlokalizowany przy ulicy św. Tomasza na krakowskim Starym Mieście. Należy do francuskiej sieci Campanile.

## Historia
W średniowieczu i czasach nowożytnych w miejscu obecnego hotelu znajdowała się rozległa parcela, należąca do opactwa cystersów z Mogiły, na której znajdował się dwór opacki, ogród i spichlerze. W latach 20. XIX wieku działkę ze spichrzami nabył krakowski cukiernik Gottlieb Cypser, który planował budowę w tym miejscu willi z kawiarnią, ale szybko zabrakło mu pieniędzy na prace budowlane. W 1827 odsprzedał nieruchomość Piotrowi Steinkellerowi, który do 1841 wzniósł na niej klasycystyczny dwór z portykiem od strony Plant. Po śmierci Steinkellera willa stała się własnością Wincentego Kirchmajera, a następnie Potockich i Darowskich. W latach 1860–1861 została odrestaurowana według projektu Filipa Pokutyńskiego. Od 1861 do lat 30. XX wieku dwór był siedzibą redakcji „Czasu”. Po przeniesieniu jej do Warszawy w 1926, podjęto decyzję o wyburzeniu budynku. Prace rozbiórkowe zakończono w 1927.
Przez kolejne dziesięciolecia, aż do 1999, plac po dawnym dworze pozostawał pusty i był użytkowany jako parking. W 1999 przeprowadzono badania archeologiczne, podczas których odkryto dobrze zachowany grób wojownika z X wieku.
Hotel Campanile został wzniesiony w latach 1999–2001 w stylu francuskiego postmodernizmu. Budynek ma siedem pięter.  Elewacje frontowe częściowo wykonane są z jasnego kamienia, a częściowo przeszklone. Otwory okienne różnej wielkości rozmieszczone są w sposób nieregularny. Nawiązanie do okolicznej zabudowy stanowią szkarpy na elewacji od strony Plant. Wnętrza budynku zostały podzielone na dwie części. Część hotelowa, do której wejście znajduje się w narożniku, mieści 106 pokoi hotelowych, a także m.in. kasyno, prywatny basen i bibliotekę. Część biurowa, o nazwie "Dom na czasie", posiada wejście w elewacji od strony Plant. Mieści ona m.in. Konsulat Generalny Słowacji.